# مبرقة كاتبة

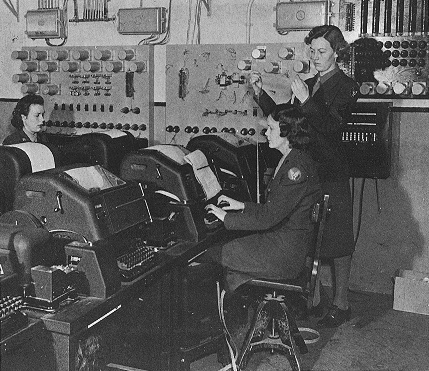
مُبرِقات كاتبة من نوع تيليتايب قيد الاستخدام أثناء الحرب العالمية الثانية

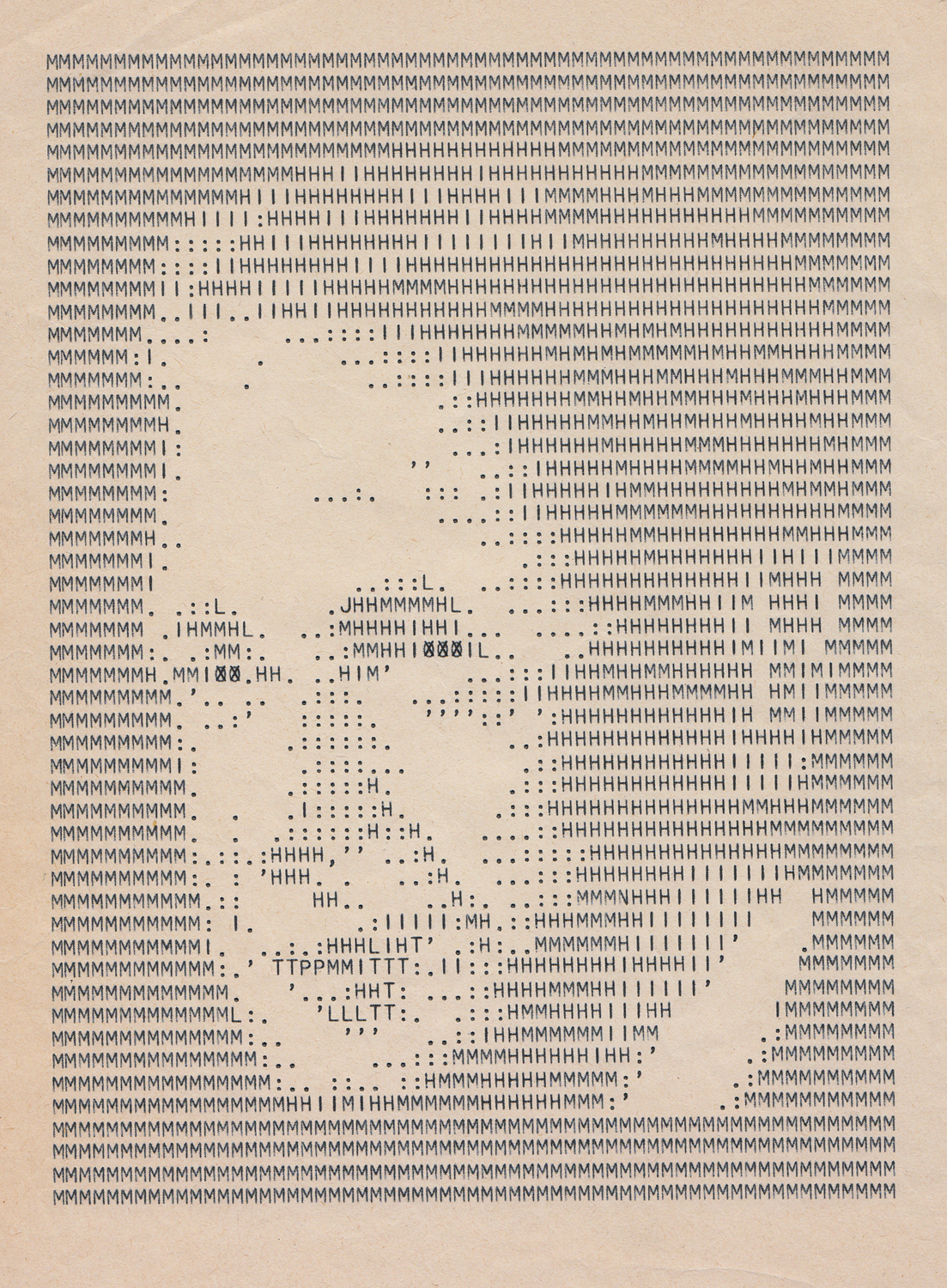
مثال على فن المُبرِقات الكاتبة: صورة لداغ همرشولد ، 1962.

المُبْرِقَةُ الكاتِبة (بالإنجليزية: teleprinter, teletypewriter, Teletype or TTY)‏هي جهاز كهروميكانيكي يمكن استخدامه لإرسال واستقبال الرسائل المكتوبة من خلال قنوات الاتصال المختلفة، سواء من نقطة إلى نقطة ‏ أو من نقطة إلى عدة نقاط ‏. في البداية كانت تستخدم في البرق (التلغراف)، والتي طُوّرت في أواخر 1830 و 1840 كأول استخدام للهندسة الكهربائية. تم تكييف الآلات لتوفير واجهة مستخدم لأجهزة الكمبيوتر المركزية والحواسيب الصغيرة في وقت مبكر، لإرسال البيانات المكتوبة إلى الكمبيوتر وطباعة الرد. يمكن أيضًا استخدام بعض الطرازات لإنشاء شريط مثقب لتخزين البيانات (إما من الإدخال المكتوب أو من البيانات الواردة من مصدر بعيد) ولإعادة قراءة هذا الشريط للطباعة المحلية أو الإرسال.
يمكن أن تَستخدم المُبرِقات الكاتبة مجموعة متنوعة من وسائط الاتصال المختلفة. وشملت هذه زوج بسيط من الأسلاك ودوائر هاتفية غير مبدلة مخصصة (خطوط مؤجرة)؛ وشبكات التبديل التي تعمل بشكل مشابه لشبكة الهاتف العامة (شبكة المُبرِقة المباشرة (التلكس))؛ ووصلات الراديو والميكروويف (التلكس عبر الراديو TOR). يمكن أن تقوم المُبرِقة الكاتبة المتصلة بالمودم أيضًا بالاتصال عبر خطوط الهاتف العامة بتبديل قياسي. غالبًا ما يستخدم هذا التكوين الأخير لتوصيل أجهزة المُبرِقات الكاتبة بأجهزة الكمبيوتر البعيدة، خاصة في بيئات مشاركة الوقت.
تم استبدال المُبرِقات الكاتبة إلى حد كبير بطرفية حاسوب إلكترونية بالكامل تحتوي عادةً على شاشة حاسوب بدلاً من طابعة (على الرغم من أن مصطلح "TTY" (الاختصار الإنجليزي للمُبرِقة الكاتبة) لا يزال يستخدم أحيانًا للإشارة إليها، كما هو الحال في أنظمة يونكس). لا تزال أدوات المُبرِقة الكاتبة تستخدم على نطاق واسع في صناعة الطيران (انظر شبكة الاتصالات الجوية الثابتة ‏ ونظام المُبرِقة الكاتبة للطيران ‏)، وتستخدم الأنواع المسماة أجهزة الاتصالات للصم (TDDs) من قبل ضعاف السمع في الاتصالات المكتوبة عبر خطوط الهاتف العادية.

## التاريخ
المُبرِقة الكاتبة تطورت عبر سلسلة من الاختراعات من قبل عدد من المهندسين، بما في ذلك صموئيل مورس، الكسندر باين، رويال إيرل هاوس ‏، ديفيد إدوارد هيوز، إميل بودو، دونالد موراي، تشارلز ل. كروم، إدوارد كلاينشميت ‏ وفريدريك ج. كريد. تم اختراع المُبرِقة الكاتبة لإرسال واستقبال الرسائل دون الحاجة إلى مشغلين مدربين على استخدام شفرة مورس. حل نظام مؤلف من مُبرِقتان كاتبتان، مع وجود مشغل واحد مدرب على استخدام لوحة المفاتيح، محل اثنين من مشغلي رموز مورس المدربين. حسّن نظام المُبرِقة الكاتبة سرعة الرسائل ووقت التسليم، مما يجعل من الممكن إرسال الرسائل في ومضة لجميع أنحاء البلاد دون تدخل يدوي كبير.
كان هناك عدد من التطورات المتوازية على جانبي المحيط الأطلسي. في عام 1835 ابتكر صموئيل مورس مُبرِقة التسجيل، ومن ثم وُلدت شفرة مورس. تَستخدم أداة مورس تيارًا لتحرك مغناطيسا كهربائيا، وهو ما يحرك مُعلِّمة، وبالتالي تسجل الانقطاعات في التيار. تلقى كوك وويتستون براءة اختراع بريطانية تغطي المُبرِقة (التلغراف) في عام 1837 والثانية في عام 1840 التي وصفت تلغرافًا مطبوعًا بنوع من الصلب مثبت على أطراف بتلات عجلة ديزي نحاسية دوارة، تضربها «مطرقة كهربائية» لطباعة الحروف الرومانية من خلال ورق الكربون على شريط ورق متحرك. في عام 1841 ابتكر ألكساندر باين آلة تلغراف الطباعة الكهرومغناطيسية. استخدمت نبضات من الكهرباء التي تم إنشاؤها عن طريق تدوير قرص على نقاط الاتصال لتحرير وإيقاف عجلة الكتابة التي تتحرك بنظام توقيت مبني على أوزان. تقوم آلية مؤقتة ثانية بتدوير الأسطوانة المغطاة بورقة من الورق وتحريكها ببطء للأعلى حتى تقوم عجلة الكتابة بطباعة إشاراتها في شكل حلزوني. كانت المشكلة الحرجة هي أن تعمل عناصر الإرسال والاستقبال بشكل متزامن. حاول باين تحقيق ذلك باستخدام ضابط الطرد المركزي ‏ لتنظيم سرعة الساعة. تم تسجيل براءة الاختراع، إلى جانب الأجهزة الأخرى، في 21 أبريل 1841.
بحلول عام 1846، كانت خدمة مُبرِقة (تلغراف) مورس تعمل بين واشنطن العاصمة ونيويورك. حصلت رويال إيرل هاوس ‏ على براءة اختراع تلغراف الطباعة ‏ في نفس العام. ربط مورس بين لوحتي مفاتيح ذوات 28 مفتاحا تشبهان البيانو عن طريق الأسلاك. يمثل كل مفتاح بيانو حرفًا من الحروف الأبجدية وعند الضغط عليه يتسبب في طباعة الحرف المقابل عند الطرف المتلقي. أعطى مفتاح التحويل "shift" لكل مفتاح رئيسي قيمتين اختياريتين. تمت مزامنة عجلة الطباعة ذات 56 حرفًا في الطرف المُرسِل لتتزامن مع عجلة مماثلة في الطرف المستقبِل. إذا تم الضغط على مفتاح حرف معين في المحطة الرئيسية، فسيقوم ذلك بتحريك عجلة الكتابة في المحطة البعيدة في نفس وقت انتقال الحرف نفسه إلى موضع الطباعة، بطريقة تشبه طابعة قرص ديزي. لذلك كان هذا مثالا لنظام نقل البيانات المتزامن. يمكن أن تنقل أجهزة هاوس حوالي 40 كلمة يمكن قراءتها على الفور في الدقيقة، ولكن يصعب تصنيعها بكميات كبيرة. يمكن للطابعة نسخ وطباعة ما يصل إلى 2000 كلمة في الساعة. تم استخدام هذا الاختراع لأول وعرضه في معهد الميكانيكا في نيويورك في عام 1844.
بدأت عمليات برق الخط الأرضي في عام 1849، عندما تم تشغيل دائرة بين فيلادلفيا ومدينة نيويورك.

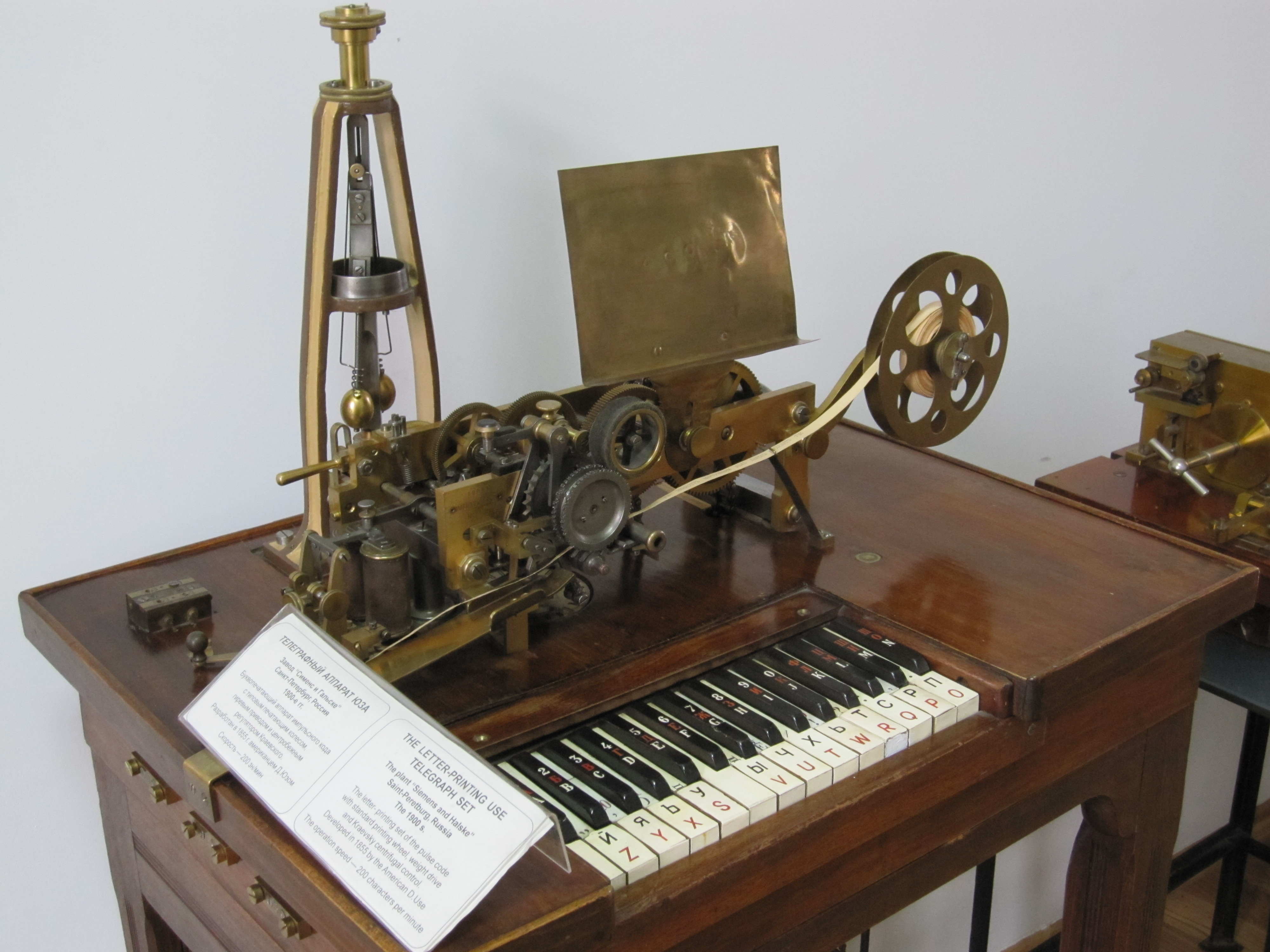
مُبرِقة هيوز (تلغراف)، وهي آلة مُبرِقة كاتبة في وقت مبكر (1855) تم بناؤها بواسطة سيمنز وهالسك. يمكن رؤية لتحقيق التزامن مع الطرف الآخر بوضوح.

في عام 1855، قدم ديفيد إدوارد هيوز آلة محسّنة مبنية على أعمال رويال إيرل هاوس. في أقل من عامين، اتحد عدد من شركات البرق (التلغراف) الصغيرة، بما في ذلك ويستيرن يونيون في المراحل المبكرة من التطوير، لتكوين شركة واحدة كبيرة - شركة ويستيرن يونيون تيليغراف - للقيام بأعمال البرق على نظام هيوز.
في فرنسا، صمم إميل بودو في عام 1874 نظامًا يستخدم الكود المكون من خمس وحدات، والذي بدأ استخدامه على نطاق واسع في هذا البلد منذ عام 1877. اعتمد مكتب البريد البريطاني نظام بودو للاستخدام على دارة بسيطة بين لندن وباريس في عام 1897، واستفاد فيما بعد من أنظمة بودو المزدوجة في خدمات البرق داخل البلاد الخاصة بهم.
خلال عام 1901، تم تعديل كود بودو من قبل دونالد موراي (1865-1945، نيوزيلندي الأصل)، بسبب تطويره لوحة مفاتيح تشبه الآلة الكاتبة. استخدم نظام موراي خطوة متوسطة، مثقب لوحة المفاتيح، والذي سمح للمشغل بثقب شريط ورقي، وجهاز إرسال الشريط لإرسال الرسالة من الشريط المُثقَّب. في الطرف المستقبِل للخط، سيَطبع نظام طباعة على شريط ورقي، و / أو يمكن استخدام جهاز ثاقب لعمل نسخة مثقبة من الرسالة. نظرًا لعدم وجود علاقة مباشرة بين حركة يد المشغل والبتات (bits) المنقولة، لم يكن هناك أي قلق بشأن ترتيب الكود لتقليل إجهاد المشغل إلى أدنى حد، وبدلاً من ذلك، صمم موراي الكود لتقليل تهالك الماكينات، وتعيين مجموعات الكود ذوات أقل عدد من الثقوب المثقوبة للأحرف الأكثر استخداما. قدمت رموز موراي أيضًا ما أصبح يُعرف باسم «مؤثرات التنسيق» أو «أحرف التحكم» - رموز CR (إرجاع الخرطوشة) وLF (سطر جديد). انتقل عدد قليل من أكواد بودو إلى المواقع التي بقوا فيها منذ ذلك الحين: NULL (لا شيء) أو BLANK (فارغ) ورمز DEL (حذف). تم استخدام NULL / BLANK كرمز خمول أثناء عدم إرسال أية رسائل.
في الولايات المتحدة في عام 1902، اتصل المهندس الكهربائي فرانك بيرن بجوي مورتون، رئيس مورتون سولت ‏، بحثًا عن راعي للبحث في الجوانب العملية لتطوير نظام المُبرِقة (التلغراف) الطابعة ‏. كان جوي مورتون بحاجة إلى تحديد ما إذا كان هذا الأمر يستحق العناء واستشار المهندس الميكانيكي تشارلز ل. كروم، الذي كان نائب رئيس شركة ويستيرن كولد ستوريج. كان كروم مهتمًا بمساعدة بيرن، لذلك تم إنشاء مساحة في مختبر في العلية في ويستيرن كولد ستوريج. فقد فرانك بيرن الاهتمام بالمشروع بعد عام وتركه للمشاركة في التدريس. كان كروم مستعدًا لمواصلة عمل بيرن، وفي أغسطس 1903، تم تقديم براءة اختراع لـ «طابعة صفحات شريط الكتابة». في عام 1904، قدمت شركة كروم براءة اختراع لـ «آلة مُبرِقة طباعة عجلات الكتابة»  التي صدرت في أغسطس، 1907. في عام 1906، انضم ابن تشارلز كروم، هوارد كروم، إلى والده في هذا العمل. كان هوارد هو الذي طوّر وحصل على براءة اختراع طريقة بدء التزامن لأنظمة برق الرموز، مما مهد الطريق أما المُبرِقة الكاتبة العملية.
في عام 1908، أنتجت شركة موركروم، التي تُعرف باسم موركروم برينتينج تيليغراف، والتي تم اختبارها ميدانيًا باستخدام ألتون ريلرود. في عام 1910، قامت شركة موركروم بتصميم وتثبيت أول نظام مُبرِقة كاتبة تجاري على خطوط بوستال تيليغراف كومباني بين بوسطن ومدينة نيويورك باستخدام «نسخة الرموز الزرقاء» من موركوم برينتينغ تيليغراف.
في عام 1916، قدم إدوارد كلاينشميت ‏ بطلب براءة اختراع لطابعة صفحة شريط كتابة. في عام 1919، بعد فترة وجيزة من حصول شركة موركوم على براءة اختراعها لطريقة مزامنة البدء والإيقاف لأنظمة البرق بالرموز، والتي مهدت الطريق أمام المُبرِقة الكاتبة العملية، قدمت شركة كلاينشميدت طلبًا بعنوان «طريقة وجهاز لتشغيل المُبرِقات الكاتبة»  والذي تضمن طريقة بدء وإيقاف محسَّنة. ومع ذلك، يعد الإجراء الأساسي للبدء والإيقاف أقدم من اختراعات كلاينشميدت وموركوم. كان قد تم اقتراحه بالفعل من قبل دارلينكورت في عام 1870.

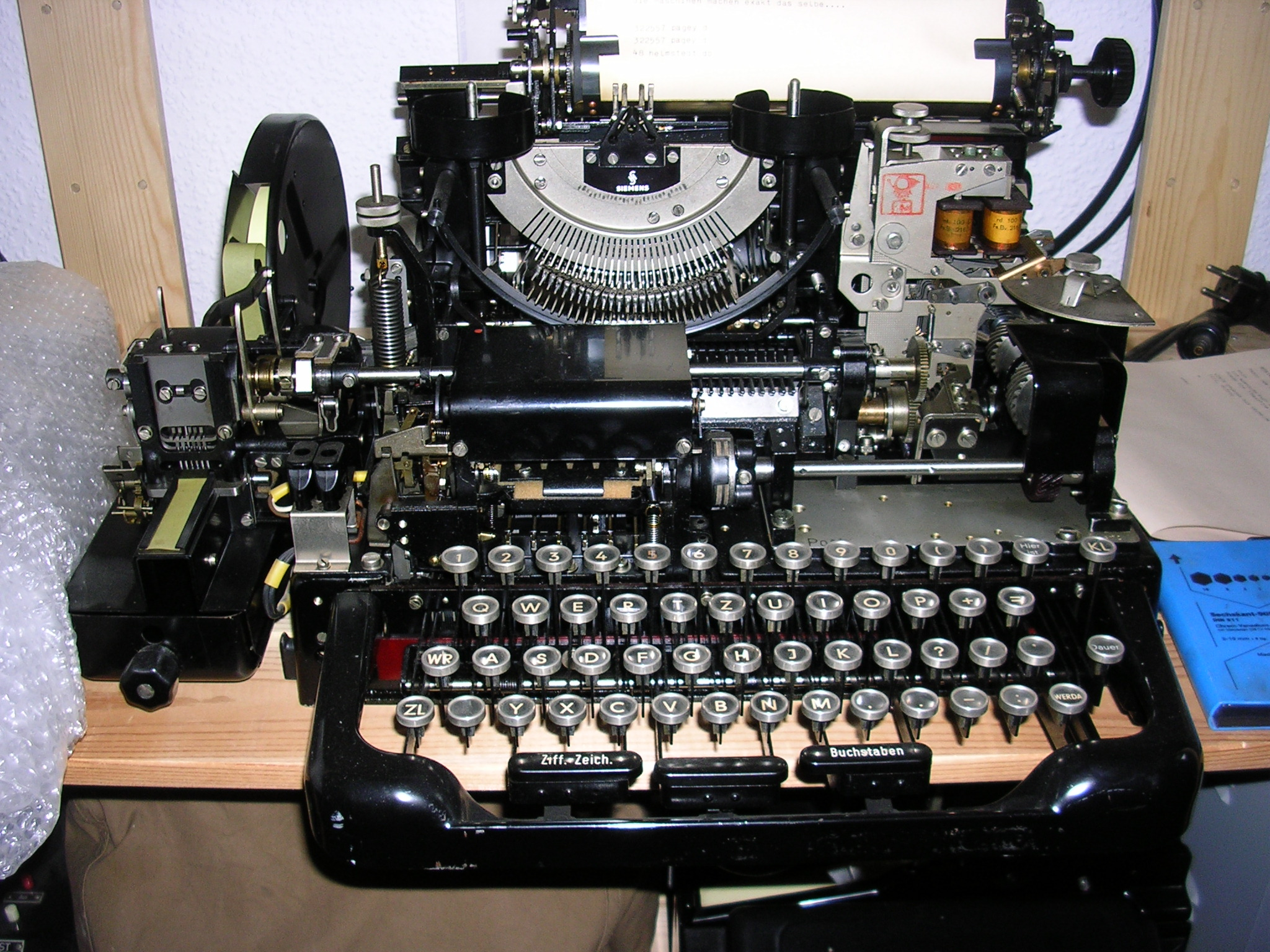
سيمنز t37h (1933) دون غطاء

بدلاً من تضييع الوقت والمال في نزاعات براءات الاختراع على طريقة البدء والإيقاف، قررت شركة كلاينشميدت وشركة موركوم الاندماج وتشكيل شركة موركوم-كلاينشميدت في عام 1924. قامت الشركة الجديدة بدمج أفضل الميزات لكل من أجهزتها في طابعة جديدة ذات عجلة، حصل على براءة اختراعها كل من كلاينشميت، هاورد كروم، وستيرلنج مورتون مجتمعين.
في عام 1924، دخلت شركة كريد آند كومباني البريطانية ‏، التي أسسها فريدريك ج. كريد، مجال المُبرِقة الكاتبة باستخدام طابعة طراز 1P النموذجية الخاصة بها، والتي حل محلها قريبًا طراز 2P المحسن. في عام 1925 حصلت كريد على براءات اختراع كود موراي الخاص بدونالد موراي، وهو كود بودو مُرشّد. تم تقديم الطابعة الشريطية طراز 3، وهي أول آلة بدء وإيقاف مجمعة لكريد، في عام 1927 لخدمة البرق في مكتب البريد. طبع هذا الجهاز الرسائل المستلمة مباشرة على شريط ورقي مصمغ بمعدل 65 كلمة في الدقيقة. ابتكر كريد أول لوحة مفاتيح ثاقبة له، والذي استخدم الهواء المضغوط لخرق الثقوب. كما أنه أنشأ ثاقبا متلقي وطابعة. قام جهاز إعادة التثقيب بثقب إشارات مورس الواردة على شريط ورقي، حيث قامت الطابعة بفك تشفير هذا الشريط لإنتاج حروف أبجدية رقمية على ورق عادي. هذا هو أصل نظام الطباعة الأوتوماتيكي عالي السرعة الخاص بكريد، والذي يمكن أن يعمل بمعدل غير مسبوق، 200 كلمة في الدقيقة. تم اعتماد نظامه من قبل ديلي ميل لنقل محتويات الصحيفة اليومية. تم تقديم جهاز المُبرِقة الكاتبة لكريد Model 7 في عام 1931 وتم استخدامه لخدمة البرق المباشر (تِلِكس) الداخلية. كان يعمل بسرعة 50 باود، حوالي 66 كلمة في الدقيقة، وذلك باستخدام رموز تستند إلى رموز موراي.
تم تثبيت نظام مُبرِقة كاتبة في محطات راديو محطات خدمة الخطوط الجوية والطييران التابع لإدارة الطيران الفيدرالية في عام 1928، وكان يحمل الرسائل الإدارية ومعلومات الطيران وتقارير الطقس. بحلول عام 1938، امتدت شبكة المُبرِقة الكاتبة التابعة لإدارة الطيران الفيدرالية (FAA)، والتي تتعامل مع حركة المرور الجوية، على مسافة تزيد عن 20000 ميل، تغطي جميع الولايات الـ 48 باستثناء ولاية ماين ونيو هامبشاير وداكوتا الجنوبية.

## الطرق التي استخدمت فيها المُبرِقة الكاتبة
كان هناك ما لا يقل عن خمسة أنواع رئيسية من شبكات المُبرِقة الكاتبة:
- أنظمة التبادل مثل تلكس وتي دبليو إكس. خلقت هذه دائرة اتصال فوري بين جهازين، بحيث ظهر أي شيء مكتوب على جهاز واحد في الطرف الآخر على الفور. كان لدى أنظمة الولايات المتحدة والمملكة المتحدة أقراص طلب فعلية، وقبل عام 1981 تم حجز خمسة رموز للمناطق الأمريكية للمُبرِقة الكاتبة؛ فعلت الأنظمة الألمانية «الاتصال» عبر لوحة المفاتيح. كان من الممكن كتابة «الدردشة»، ولكن نظرًا لأن المحاسبة كانت عن مدة زمن الاتصال، فقد كان من الشائع تحضير الرسائل على شريط ورقي ونقلها دون توقف مباشرة للكتابة.
- يتم ترتيب شبكات الخطوط المؤجرة والخطوط الراديوية  [لغات أخرى]‏ في تكوينات من نقطة إلى نقطة و / أو نقاط متعددة لدعم تطبيقات معالجة البيانات للحكومة والقطاع الصناعي مثل دمج إدارات المحاسبة والفواتير والإدارة والإنتاج والمشتريات والمبيعات والشحن والاستلام داخل المنظمة لتسريع الاتصالات الداخلية.
- أنظمة تبديل الرسائل  [لغات أخرى]‏. كان هذا شكلًا مبكرًا من رسائل البريد الإلكتروني، تم باستخدام العتاد الكهروميكانيكي. انظر البرق، ويستيرن يونيون، الخطة 55-A  [لغات أخرى]‏ . المنظمات العسكرية لديها أنظمة مماثلة ولكن منفصلة. انظر Autodin .
- أنظمة البث مثل توزيع معلومات الطقس و «أسلاك الأخبار». انظر وكالة أسوشيتيد بريس، خدمة الطقس الوطنية، رويترز، ويونايتد برس (فيما بعد UPI). تم استلام الأخبار على أجهزة مبرقة كاتبة مستلمة فقط، والتي لا تحتوي على لوحات المفاتيح أو أقراص الطلب.
- أنظمة "Loop"، حيث يتم طباعة أي شيء يكتب على أحد الأجهزة المتصلة بحقلة على جميع الأجهزة الأخرى المتصلة بنفس الحلقة. إدارات الشرطة تستخدم مثل هذه الأنظمة لربط دوائرها.[21]

## تشغيل المُبرِقة الكاتبة

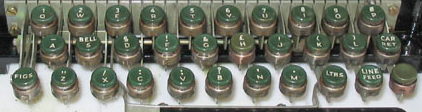
لوحة مفاتيح جهاز المُبرِقة الكاتبة لبودو، مع 32 مفتاحًا، بما في ذلك شريط المسافة

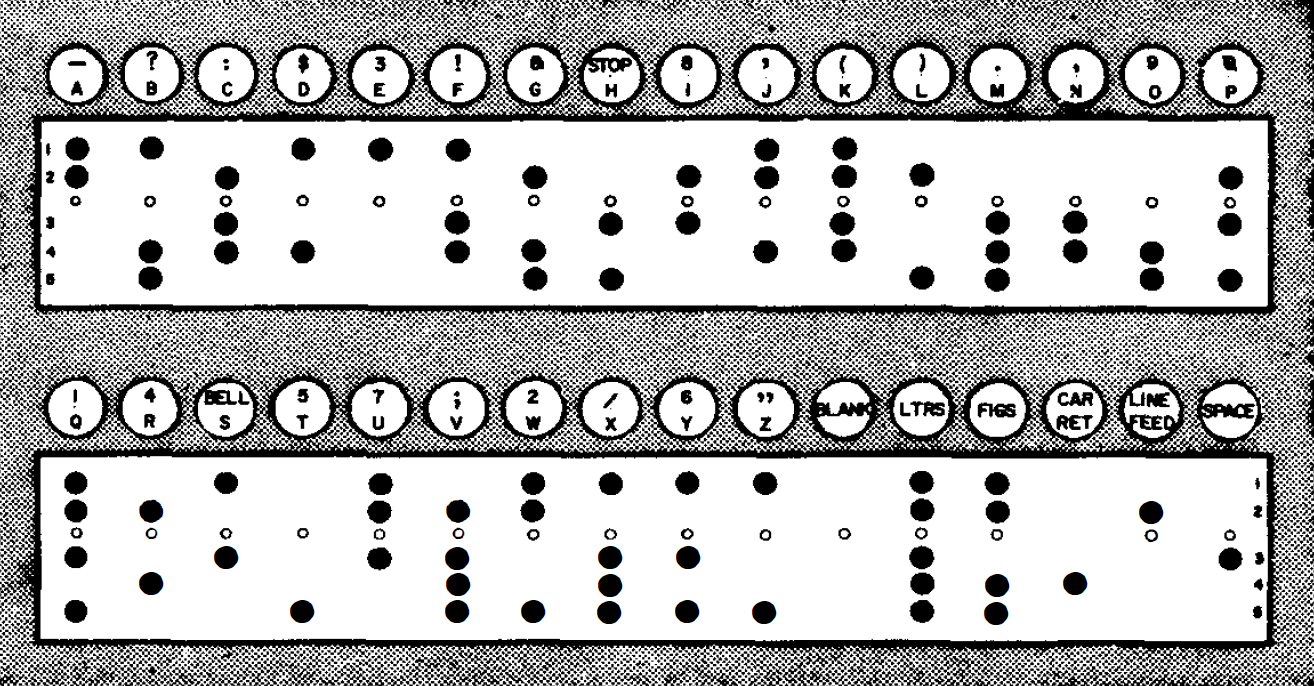
شفرة المُبرِقة الكاتبة (TTY) التابعة للبحرية الأمريكية المستخدمة في المُبرِقة الكاتبة الرادوية الآلية (RATT). هذه هي النسخة ITA2 من كود بودو-موراي.

تستخدم معظم المُبرِقات الكاتبة الأبجدية البرقية الدولية رقم 2 ذات 5 بت (اختصارًا ITA2). أدى هذا اقتصار مجموعة الأحرف على 32 رمزًا (25 = 32). كان على المرء استخدام مفتاح التحويل "FIGS" (لـ «أشكال» (بالإنجليزية: figures)‏) لكتابة الأرقام والأحرف الخاصة. تحتوي الإصدارات الخاصة من المُبرِقة الكاتبة على أحرف FIGS لتطبيقات معينة، مثل رموز الطقس لتقارير الطقس. كانت جودة الطباعة رديئة بالمعايير الحديثة. تم استخدام كود ITA2 بشكل غير متزامن مع بتّات البدء والإيقاف: تم ربط تصميم الرموز غير المتزامنة ارتباطًا وثيقًا بالتصميم الكهروميكانيكي لبدء والإيقاف لأجهزة المُبرِقة الكاتبة. (استخدمت الأنظمة المبكرة رموزًا متزامنة، ولكن كان من الصعب مزامنتها ميكانيكياً). تم تقديم أنظمة رموز أخرى، مثل FIELDATA وFlexowriter ، لكنها لم تصبح شائعة مثل ITA2.
تعد العلامة والمسافة مصطلحات تصف مستويات المنطق ‏ في دارات المُبرِقة الكاتبة. الوضع الأصلي للاتصال بجهاز المُبرِقة الكاتبة هو عبارة عن دائرة تيار مستمر متسلسلة بسيطة تتم مقاطعتها، مثلما يقطع الاتصال الهاتفي الدوار إشارة هاتفية. حالة التأشير هي عندما تكون الدائرة مغلقة (التيار يتدفق)، وتكون حالة التباعد عندما تكون الدائرة مفتوحة (لا يتدفق التيار). حالة «الخمول» للدائرة هي حالة علامات مستمرة، مع بداية حرف يشار إليه بـ «بت البدء»، والتي هي دائمًا مسافة. بعد بت البدء، يتم تمثيل الحرف بعدد ثابت من البتات، مثل 5 بتات في كود ITA2، كل حرف أو وظيفة محددة للماكينة تُمثَّل بعلامة أو مسافة. بعد بتات الحرف، ترسل آلة الإرسال بت واحد أو أكثر من بتات التوقف. بتات الإيقاف هي علامات لتمييزها عن بت البداية اللاحقة. إذا لم يكن لدى المرسل أي شيء آخر لإرساله، فسيظل السطر ببساطة في حالة وضع العلامات (كما لو كانت سلسلة مستمرة من بتات الإيقاف) إلى أن تدل مسافة لاحقة على بداية الحرف التالي. لا يلزم أن يكون الوقت بين الأحرف مضاعفًا لا يتجزأ من وقت البت، لكن يجب أن يكون على الأقل الحد الأدنى لعدد بتات التوقف المطلوبة من قبل جهاز الاستقبال.
عندما يُقطع الخط، فإن المسافات المستمرة (الدائرة مفتوحة، عدم تدفق التيار) تؤدي إلى دورة استقبال المُبرِقة الكاتبة للدورة بشكل مستمر، حتى في حالة عدم وجود وحدات الإيقاف. لا تتم طباعة أي شيء لأن الأحرف التي تم تلقيها كلها أصفار أو ITA2 فارغة (أو في آسكي حرف فارغ).
تم تأجير دارات المُبرِقة الكاتبة بشكل عام من شركة اتصالات مشتركة وكانت تتكون من كابلات هاتف عادية ممتدة من جهاز المُبرِقة الكاتبة الموجود في موقع العميل إلى المكتب المركزي لشركة الخطوط العامة. تم توصيل دارات المُبرِقة الكاتبة هذه بتبديل المعدات في المكتب المركزي لخدمة تِلِكس وتي دبليو إكس. لم تكن دوائر المُبرِقة الكاتبة عبر الخطوط الخاصة ‏ متصلة مباشرةً بمعدات التحويل. بدلاً من ذلك، تم توصيل دارات الخطوط الخاصة هذه بلوحات وصل الشبكة ووحدات التكرار التي تم تكوينها لتوفير خدمة من نقطة إلى نقطة أو نقطة إلى عدة نقاط. يمكن توصيل أكثر من مُبرِقتين كاتبتين بدائرة الأسلاك نفسها عن طريق حلقة.
كان لدى المُبرِقات الكاتبة في وقت سابق ثلاثة صفوف من المفاتيح ودعمت الحروف الإنجليزية الكبيرة فقط. لقد استخدموا كود ITA2 ذو 5 بت وعمومًا أرسلوا من 60 إلى 100 كلمة في الدقيقة. المُبرِقات الكاتبة استخدمت لاحقًا، وبالتحديد تيلي تايب طراز Model 33 ‏، رمز ASCII، وهو ابتكار أصبح شائع الاستخدام في الستينيات عندما أصبحت أجهزة الكمبيوتر متاحة على نطاق واسع.
«السرعة»، التي يُقصد بها أن تكون قابلة للمقارنة تقريبًا مع الكلمات في الدقيقة، هي المصطلح القياسي الذي أدخلته ويسترن يونيون لمعدل نقل البيانات عن طريق المُبرِقة الكاتبة باستخدام رمز ITA2 ذي 5 بت والذي كان شائعًا في الأربعينيات ولعدة عقود بعد ذلك. سترسل مثل هذه الآلة 1 بت بداية و 5 بتات بيانات و 1.42 بتات توقف. إن وقت بت التوقف غير المعتاد هذا هو في الواقع فترة راحة للسماح لآلية الطباعة الميكانيكية بالمزامنة في حالة تلقي إشارة مشوشة. وينطبق هذا بشكل خاص على الدوائر اللاسلكية عالية التردد حيث يتلاشى الخبو الانتقائي. يتسبب الخبو الانتقائي في اختلاف سعة إشارة العلامة بشكل عشوائي عن سعة إشارة المسافة. الخبو الانتقائي، أو خبو رايلي ‏ يمكن أن يتسبب في تلاشي ناقلتين بشكل عشوائي ومستقل إلى أعماق مختلفة. نظرًا لأن أجهزة الكمبيوتر الحديثة لا يمكنها بسهولة إنشاء 1.42 بت لفترة التوقف، فإن الممارسة الشائعة هي تقريب ذلك بـ 1.5 بت، أو إرسال 2.0 بت مع قبول استلام 1.0 بت.
على سبيل المثال، يتم توجيه آلة «سرعة 60» بسرعة 45.5 باود (22.0 مللي ثانية لكل بت)، وجهاز «سرعة 66» مصمم بسرعة 50.0 باود (20.0 مللي ثانية لكل بت)، وجهاز «سرعة 75» مصمم على 56.9 باود (17.5 مللي ثانية لكل بت)، يتم توجيه آلة «سرعة 100» بسرعة 74.2 باود (13.5 مللي ثانية لكل بت)، وجهاز «سرعة 133» مصمم بسرعة 100.0 باود (10.0 مللي ثانية لكل بت). أصبحت سرعة 60 هي المعيار الفعلي لتشغيل المُبرِقة الكاتبة الراديوية RTTY ‏ لراديو الهواة بسبب توفر الأجهزة على نطاق واسع بهذه السرعة وتقييد لجنة الاتصالات الفيدرالية الأمريكية (FCC) الاستخدام على سرعة 60 فقط من 1953 إلى 1972. يستخدم التلكس وأسلاك وكالات الأنباء والخدمات المشابهة خدمات سرعة 66. كان هناك بعض الانتقالات إلى سرعة 75 و 100 حيث تم تقديم أجهزة أكثر موثوقية. ومع ذلك، فإن قيود الإرسال على الموجات الديكامترية (HF)، مثل معدلات الخطأ المفرطة بسبب تشوه المسارات المتعددة وطبيعة الانتشار الأيونوسفيري، أبقت الكثير من المستخدمين بسرعة 60 و 66. معظم التسجيلات الصوتية الموجودة حاليًا هي من مُبرِقات كاتبة تعمل بـ 60 كلمة في الدقيقة، ومعظمهم من تيليتايب طراز Model 15.
كان هناك مقياس آخر لسرعة جهاز المُبرِقة الكاتبة بإجمالي «العمليات في الدقيقة (OPM)». على سبيل المثال، سرعة 60 كانت تبلغ عادةً 368 OPM ، وسرعة 66 كانت 404 OPM ، وسرعة 75 كانت 460 OPM ، وسرعة 100 كانت 600 OPM. تكانت ويسترن يونيون تلكس Western Union Telexes تستخدم عادة 390 OPM ، مع إجمالي 7.0 بت بدلاً من 7.42 بت المعتادة.
كان لدى كل من خدمات المُبرِقة الكاتبة والأسلاك الخاصة أجراس للإشارة إلى الرسائل الواردة المهمة ويمكنها الاتصال على مدار الساعة طوال أيام الأسبوع أثناء تشغيل الطاقة. على سبيل المثال، يعني رنين 4 أجراس على أجهزة خدمة الأسلاك UPI رسالة «عاجلة»؛ كانت 5 أجراس تعني «نشرة». وكانت 10 أجراس تعني FLASH ، وتستخدم فقط للأخبار المهمة للغاية، مثل اغتيال جون كينيدي.
غالبًا ما كانت دارة المُبرِقة الكاتبة مرتبطة بثاقب شريط ورقي ذو 5 بتات وقارئ شائط مثقوبة، مما يسمح للرسائل المستلمة أن يُعاد إرسالها على دارة أخرى. بنيت شبكات الاتصالات العسكرية والتجارية المعقدة باستخدام هذه التكنولوجيا. تحتوي مراكز الرسائل على صفوف من المبرقات الكاتبة ورفوف كبيرة للأشرطة الورقية التي تنتظر الإرسال. يمكن للمشغلين المهرة قراءة رمز الأولوية من نمط الثقوب وقد يقومون أيضًا بتغذية شريط "FLASH PRIORITY" في القارئ بينما كان لا يزال يخرج من المثقب. كانت حركة المرور الروتينية العادية غالبًا ما تنتظر ساعات حتى تُرسل. كان لدى العديد من أجهزة المُبرِقة الكاتبة قارئات وثاقبات مدمجة للأشرطة الورقية، مما يسمح بحفظ الرسائل في شكل مقروء آليًا وتحريرها أثناء عدم الاتصال.
كانت الاتصالات عبر الراديو، المعروف باسم اللمُبرِقة الكاتبة اللاسلكية ‏ أو RTTY (تنطق ريتي)، شائعًة أيضًا، خاصة بين المستخدمين العسكريين. استفادت السفن ومراكز القيادة (المتنقلة والثابتة وحتى المحمولة جواً) والوحدات اللوجستية من قدرة المشغلين على إرسال معلومات موثوقة ودقيقة بالحد الأدنى من التدريب. يواصل مشغلو الراديو الهواة استخدام هذا النمط من الاتصالات اليوم، على الرغم من أن معظمهم يستخدمون مولدات صوتية لواجهة حاسوبية، بدلاً من استخدام معدات المُبرِقة الكاتبة القديمة. يتم استخدام العديد من الأوضاع داخل مجتمع «راديو الهواة»، بدءًا من تنسيق ITA2 الأصلي إلى أوضاع أكثر حداثة وأسرع، والتي تشمل التحقق من الأخطاء للأحرف.

### أحرف التحكم
تستطيع الآلة الكاتبة أو الطابعة الكهروميكانيكية طباعة الأحرف على الورق، وتنفيذ عمليات مثل إرجاع ذراع الكتابة مرة أخرى إلى الهامش الأيسر من نفس السطر (عودة النقل)، والتقدم إلى نفس العمود في السطر التالي (تغذية السطر)، وهكذا. تم إرسال أوامر التحكم في العمليات غير المطبوعة بالطريقة نفسها تمامًا مثل الأحرف القابلة للطباعة عن طريق إرسال أحرف التحكم ذات الوظائف المحددة (على سبيل المثال، أجبر حرف تغذية السطر ذراع الكتابة على الانتقال إلى نفس الموضع في السطر التالي) إلى المُبرِقة الكاتبة. في الحوسبة والاتصالات الحديثة، تم الاحتفاظ ببضعة أحرف تحكم، مثل إرجاع ذراع الكتابة وتغذية الأسطر بوظائفها الأصلية (على الرغم من أنها غالبًا ما يتم تنفيذها في البرامج بدلاً من تنشيط الآليات الكهروميكانيكية لنقل ذراع الكتابة في طابعة فعلية)، ولكن لم تعد هناك حاجة لحروف التحكم الأخرى، ويتم استخدامها الآن لأغراض أخرى.

### آلية الرد الآلي
كان لدى بعض أجهزة المُبرِقة الكاتبة مفتاح «هنا يكون»، الذي يرسل تسلسلًا ثابتًا يتكون من 20 أو 22 حرفًا ، يمكن برمجته عن طريق كسر علامات التبويب عن الطبلة. يمكن أيضًا إرسال هذا التسلسل تلقائيًا عند استلام إشارة ENQ (حرف تحكم الاستعلام)، إذا تم تفعيله. كان يستخدم عادة لتعريف محطة. يمكن للمشغل الضغط على المفتاح لإرسال معرف المحطة إلى الطرف الآخر، أو يمكن للمحطة البعيدة أن تطلب إرسالها عن طريق إرسال حرف ENQ، وكأنها تسأل «من أنت؟»

## المُصنّعون

### كريد آند كومباني

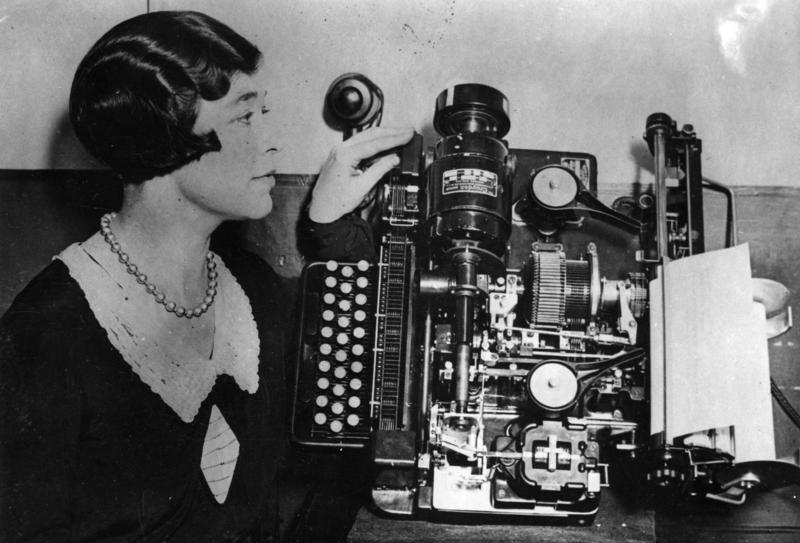
مبرقة كاتبة من طراز بريطانية رقم 7 في عام 1930

قامت كريد آند كومباني ‏، وهي شركة بريطانية، ببناء آلات المبرقة الكاتبة لخدمة مكتب البريد العام (المملكة المتحدة).

### مختبرات كلينشميدت
في عام 1931، شكل إدوارد كلاينشميت مختبرات كلاينشميت ‏ لمتابعة تصميم نوع مختلف من المُبرِقة الكاتبة. في عام 1944، أظهر كلاينشميدت وحدة وزنها خفيف في سلاح الإشارة وفي عام 1949 تم اعتماد تصميمهم لتلبية احتياجات الجيش المحمولة. في عام 1956، اندمجت مختبرات كلاينشميدت مع سميث كورونا، التي اندمجت بعد ذلك مع شركة مارشانت كالكيوليتنغ ماشينز، لتشكيل SCM Corporation. بحلول عام 1979، كان قسم كلاينشميدت يتحول إلى تبادل البيانات الإلكترونية، حيث أصبحت ناجحة للغاية، واستبدلت المنتجات الميكانيكية، بما في ذلك المُبرِقة الكاتبة.
تستخدم آلات كلاينشميدت، مع الجيش كزبون رئيسي لها ، التسميات العسكرية القياسية لآلاتها. تمت الإشارة على جهاز المُبرِقة الكاتبة باستخدام تسميات مثل TT-4 / FG، في حين أن «مجموعات» الاتصالات التي قد يكون جهاز المُبرِقة الكاتبة جزءًا منها تستخدم عمومًا نظام تعيين الجيش / البحرية القياسي مثل AN / FGC-25. ويشمل ذلك آلة المُبرِقة الكاتبة لكلاينشميدت TT-117 / FG وثاقب الشريط TT-179 / FG.

### موركروم
قام موركروم بتركيبه التجاري الأول لبرق الطباعة مع شركة Postal Telegraph في بوسطن ونيويورك في عام 1910. أصبحت ذات إقبال لذى السكك الحديدية، واعتمدتها وكالة أسوشيتيد برس في عام 1914 لخدمة الأسلاك الخاصة بهم. اندمجت موركروم مع منافستها كلاينشميدت إليكتريك كومباني لتصبح مؤسسة موركروم-كلاينشميدت قبل وقت قصير من إعادة تسميتها باسم مؤسسة تيليتايب.

### أوليفيتي

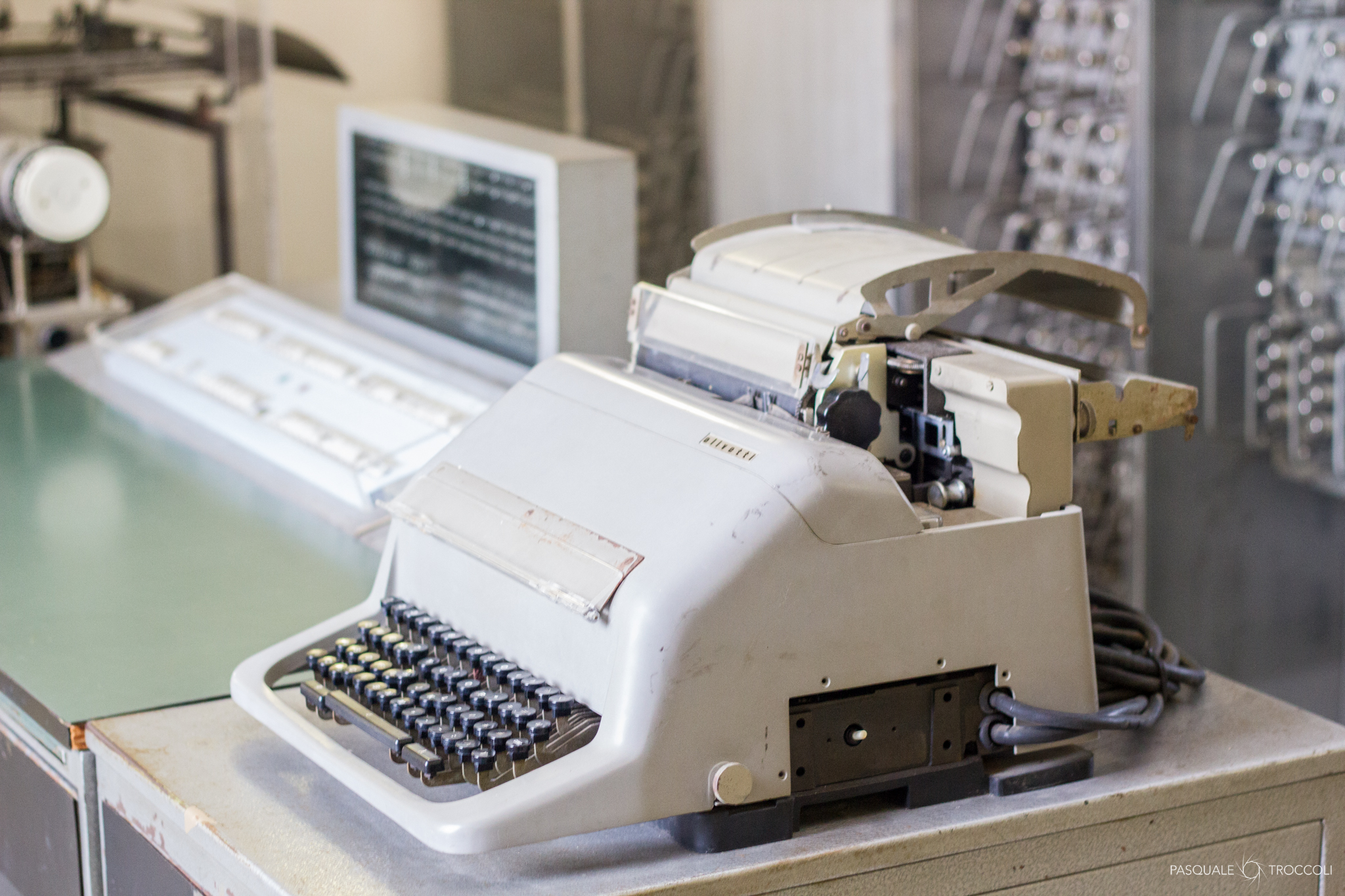
مبرقة كاتبة من نوع أوليفيتي

بدأت شركة أوليفيتي [الفرنسية] (مؤسسة 1908) الإيطالية لصناعة المعدات المكتبية في تصنيع أجهزة المُبرِقة الكاتبة لتزويد مكاتب البريد الإيطالية بأجهزة حديثة لإرسال واستقبال البرقيات. طبعت النماذج الأولى على شريط ورقي تم قصه ولصقه في البرقيات.

### سيمنز وهلسكي

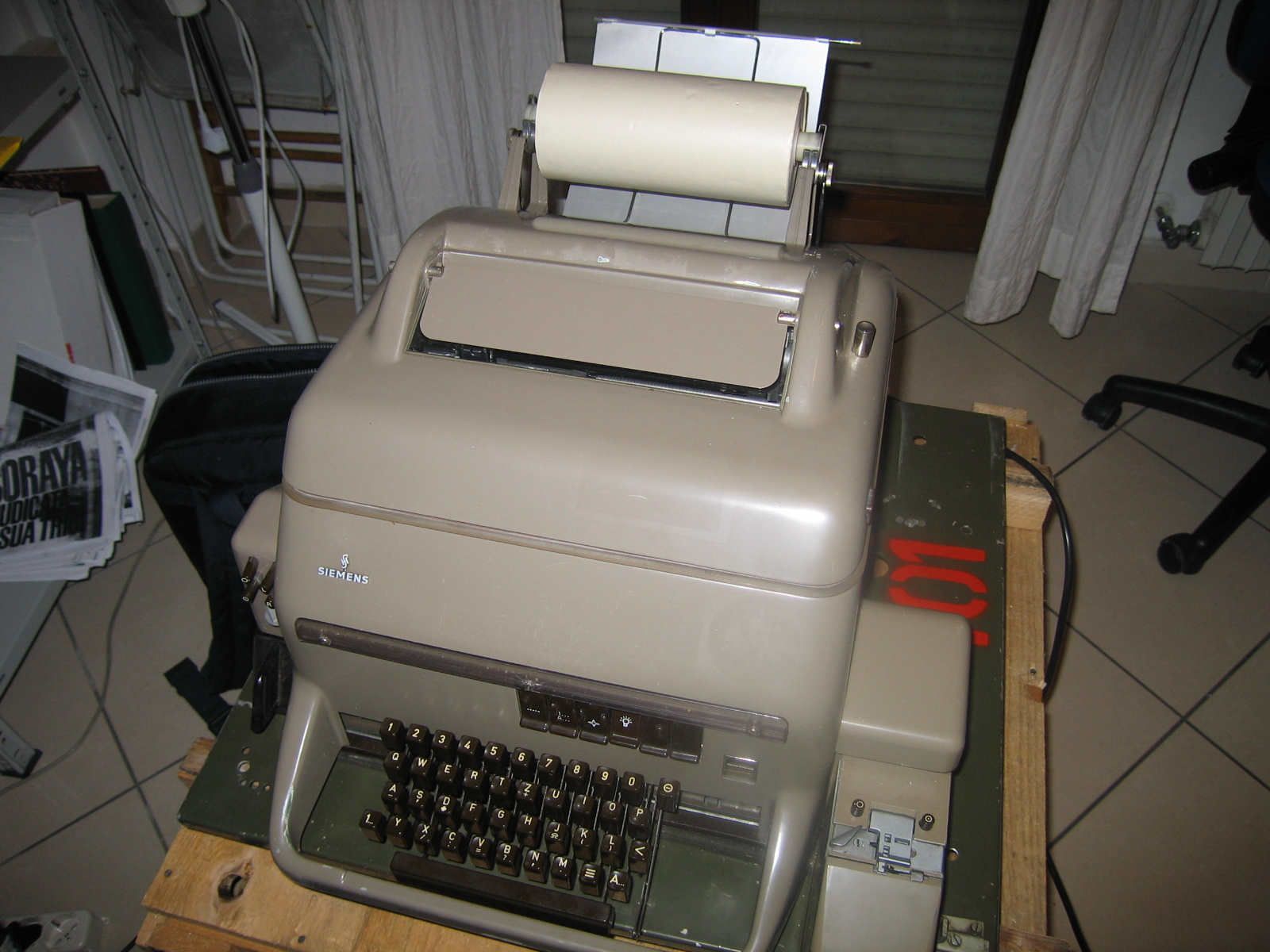
مبرقة كاتبة سيمنز طراز Fernschreiber 100

تأسست شركة سيمنز وهلسكي، أصبحت فيما بعد سيمنز، وهي شركة ألمانية، في عام 1897.

### شركة تيليتايب

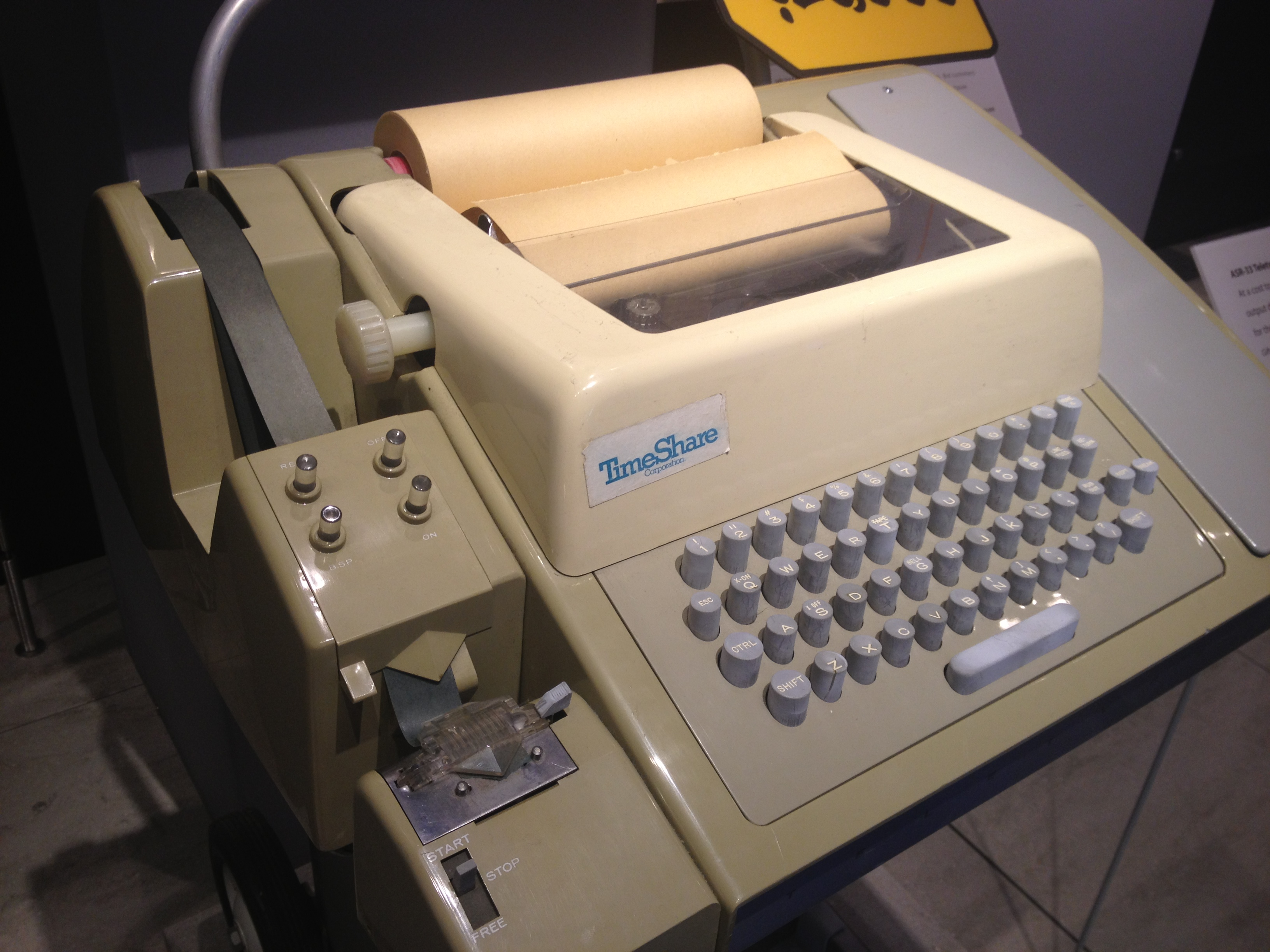
مبرقة كاتبة تيليتايب Model 33 ASR ، مع قارئ الشريط المثقب والثاقب، قابلة للاستخدام كطرفية كمبيوتر

شركة تيليتايب، وهي جزء من ويسترن إلكتريك ‏ الذراع الصناعية لشركة الهاتف والبرق الأمريكية AT&T منذ عام 1930، تأسست في عام 1906 باسم شركة موركروم. في عام 1925، تم دمج شركة موركروم وشركة كلاينشميدت إليكتريك في شركة موكروم-كلاينشميدت. تم تغيير الاسم في ديسمبر 1928 إلى شركة تيليتايب. في عام 1930، تم شراء شركة تيليتايب من قبل الشركة الأمريكية للهاتف والبرق وأصبحت شركة تابعة لشركة ويسترن إلكتريك ‏. في عام 1984، أدى سحب نظم بيل إلى استبدال اسم وشعار تيليتايب باسم وشعار AT&T، مما أدى في النهاية إلى اختفاء العلامة التجارية. توقفت آخر بقايا شركة تيليتايب في عام 1990، مما أدى إلى إنهاء أعمال المُبرِقة الكاتبة. على الرغم من حالة العلامة التجارية طويلة الأمد، فقد أصبحت كلمة تيليتايب تُستخدم بشكل عام وشائع في صناعات الأخبار والاتصالات السلكية واللاسلكية. تشير سجلات مكتب الولايات المتحدة للبراءات والعلامات التجارية إلى أن العلامة التجارية قد انتهت صلاحيتها وتعتبر ميتة.
مالت أجهزة تيليتايب إلى أن تكون كبيرة وثقيلة وقوية للغاية، وقادرة على التشغيل دون توقف لعدة أشهر متتالية إذا كانت مشحمة بشكل صحيح. يبرز الطراز 15 كواحدة من الآلات القليلة التي ظلت قيد الإنتاج لسنوات عديدة. تم تقديمه في عام 1930 وظل في الإنتاج حتى عام 1963، أي ما مجموعه 33 عامًا من الإنتاج المستمر. عدد قليل جدا من الآلات المعقدة يمكن أن يصل لهذا الحد. أطلت الحرب العالمية الثانية الإنتاج إلى حد ما ، فقد كان من المقرر أن يحل الطراز 28 محل النموذج 15 في منتصف الأربعينيات ، ولكن تيليتايب بنت الكثير من المصانع لإنتاج الطراز 15 أثناء الحرب العالمية الثانية ، وكان من الأفضل اقتصاديًا الاستمرار في إنتاج النموذج 15. كان الطراز 15، في نسخته التي تستقبل فقط ، بلا لوحة مفاتيح ، هو الإصدار الكلاسيكي للتيليتايب المستخدمة في وكالات الأخبار لعقود.

## تلكس (البرق المباشر)

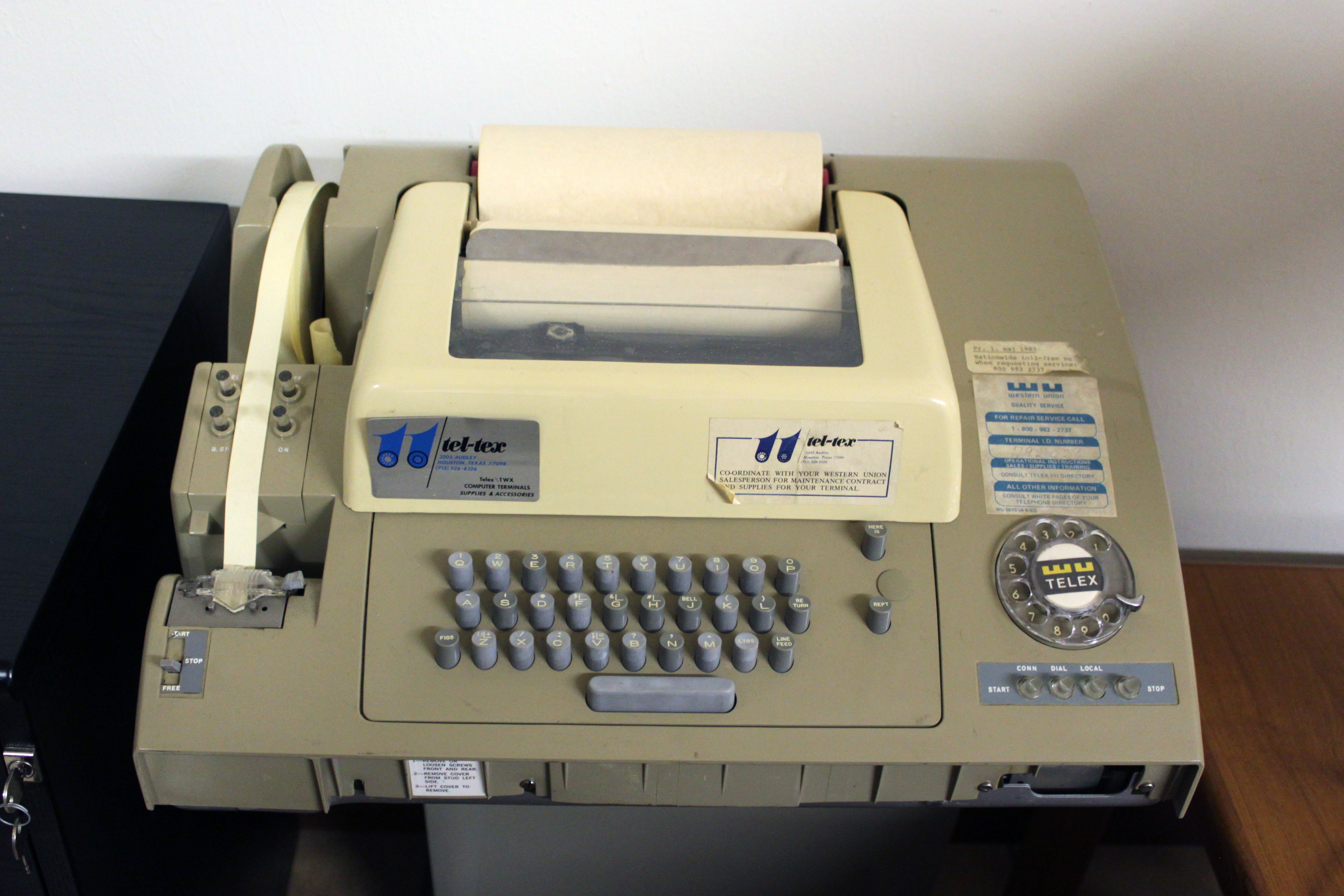
نموذج تيليتايب 32 ASR يستخدم خدمة تلكس

تم تطوير شبكة مُبرِقة كاتبة عالمية ، تُعرف باسم «شبكة تِلِكس»، في أواخر العشرينات من القرن الماضي ، وكانت تستخدم خلال معظم القرن العشرين للاتصالات التجارية. يتمثل الاختلاف الرئيسي عن جهاز المُبرِقة الكاتبة القياسي في أن تِلِكس يتضمن شبكة توجيه مُبدَّلة ، تعتمد في الأصل على الاتصال الهاتفي عبر النبضات ، والذي تم توفيره في الولايات المتحدة بواسطة ويسترن يونيون. طورت شركة AT&T شبكة منافسة تسمى «تيه دبليو إكس TWX» والتي كانت تستخدم في البداية أيضًا الاتصال الدوار ورمز بودو ، وتم نقلهما إلى مقر العميل كنبضات من التيار المستمر على زوج من النحاس المعدني. أضافت TWX لاحقًا خدمة ثانية قائمة على ASCII باستخدام أجهزة مودم Bell 103 التي يتم تقديمها عبر الخطوط التي كانت واجهتها المادية مماثلة لخطوط الهاتف العادية. في كثير من الحالات ، يتم توفير خدمة TWX بواسطة نفس المكتب المركزي للهاتف الذي يتعامل مع المكالمات الصوتية ، وذلك باستخدام فئتين من العملاء لمنع عملاء الصوت POTS من الاتصال بعملاء TWX. لا يزال تِلِكس قيد الاستخدام في بعض البلدان لتطبيقات معينة مثل الشحن والأخبار والإبلاغ عن الطقس والقيادة العسكرية. انتقلت العديد من تطبيقات الأعمال إلى الإنترنت نظرًا لأن معظم البلدان قد أوقفت خدمات التلكس / TWX.

## آلة جمع الحروف البرقية
بالإضافة إلى كود بودو ذي 5 بتات ورمز ASCII ذي السبعة بتات ، كان هناك كود مكون من ستة بتات يُعرف باسم شفرة المُبرِقة المُنسّقة للحروف (TTS)  المستخدمة من قبل خدمات برق الأخبار. تم عرضه لأول مرة في عام 1928 وبُدئ في استخدامه على نطاق واسع في الخمسينيات. من خلال استخدام أكواد "shift in" و "shift out"، يمكن أن يمثل هذا الكود المكون من ستة بت مجموعة كاملة من الأحرف الإنجليزية الكبيرة والصغيرة والأرقام والرموز الشائعة في الصحف وتعليمات التنضيد والتنسيق مثل "flush left" أو «التوسيط»، وحتى «الخطوط الإضافية»، للتبديل إلى المائل أو النوع الغامق ، والعودة إلى الخط الأساسي («السكة العليا»).
ينتج TTS نصًا متحاذيًا ، مع مراعاة عرض الأحرف وعرض العمود ، أو طول السطر.
تم تثبيت آلة تيليتايب طراز 20 مع ثاقب شريط ورقي في مواقع الصحف الخاصة بالمشتركين. في الأصل ، كانت هذه الآلات تقوم ببساطة بثقب الأشرطة الورقية ويمكن قراءة هذه الأشرطة بواسطة قارئ الشريط المرفق بـ «وحدة تشغيل المُبرِقة المُنسّقة» المثبتة على جهاز لاينوتايب. كانت «وحدة التشغيل» بشكل أساسي عبارة عن صندوق مليء بملفات لولبية تجلس على نوع من لوحة المفاتيح في لاينوتايب وضغطت على المفاتيح المناسبة استجابةً للرموز التي تمت قراءتها من الشريط ، مما أدى إلى إنشاء نوع للطباعة في الصحف والمجلات.
في السنوات اللاحقة ، تم توصيل إشارة الحلقة الحالية ذات 6 بت الواردة التي تحمل رمز TTS بجهاز كمبيوتر صغير أو حاسب مركزي للتخزين والتحرير والتغذية في نهاية المطاف إلى آلة إعداد صور التنسيق الضوئية.

## المُبرِقة الكاتبة في الحوسبة

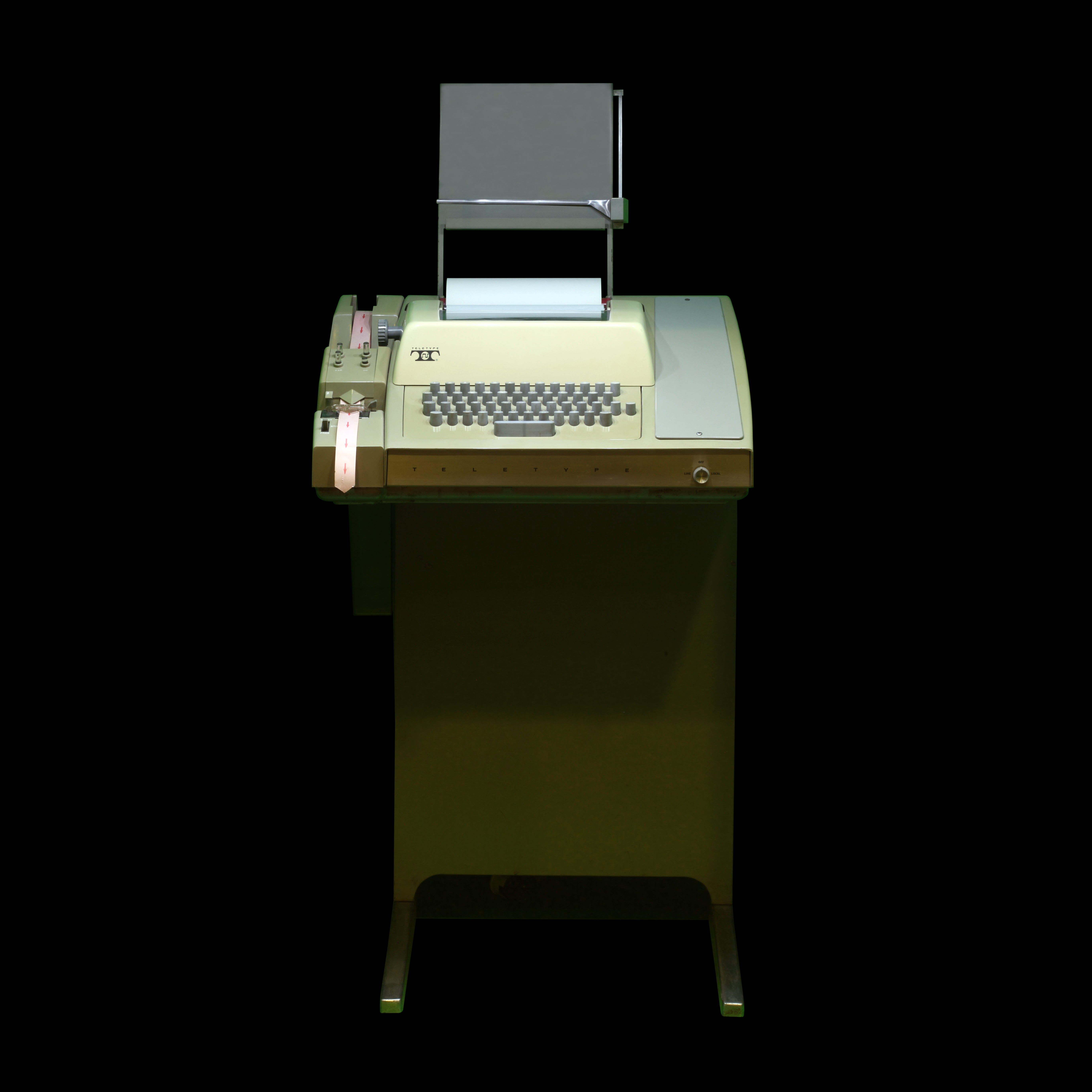
آلة تيليتايب Model 33 ASR مع قارئ شريط الورق والثاقب ، كما هو مستخدم للحوسبة المبكرة القائمة على المودم

تستخدم أجهزة الكمبيوتر المُبرِقةَ الكاتبةَ للإدخال والإخراج منذ الأيام الأولى للحوسبة. قارئات البطاقات المثقبة وطابعاتها السريعة استبدلت آلات المُبرِقة الكاتبة بالنسبة لمعظم الأغراض، ولكن استمر استخدام آلات المُبرِقة الكاتبة كطرفيات اقتسام الوقت التفاعلية حتى أصبحت شاشات الفيديو متاحة على نطاق واسع في أواخر 1970s.
قام المستخدمون بكتابة الأوامر بعد ظهور حرف موجّه. كانت الطباعة أحادية الاتجاه ؛ إذا أراد المستخدم حذف ما تمت كتابته ، فستتم طباعة المزيد من الأحرف للإشارة إلى إلغاء النص السابق. عندما أصبحت شاشات الفيديو متوفرة لأول مرة ، كانت واجهة المستخدم هي نفسها في البداية تمامًا مثل طابعة كهروميكانيكية ؛ كان يمكن استخدام طرفيات الفيديو باهظة الثمن والنادرة بالتبادل مع المُبرِقة الكاتبة سواء بسواء. هذا هو أصل الطرفيات النصية وواجهة سطر الأوامر.
تم استخدام الشريط الورقي في بعض الأحيان لإعداد الإدخال لجلسة كمبيوتر قبلها ولالتقاط مخرج الكمبيوتر. استخدم تيليتايب Model 33 ‏ الشهير رمز ASCII ذي 7 بت (مع بت تعادل ثامن) بدلاً من بودو. تنبع إعدادات اتصالات المودم الشائعة ، بدء / إيقاف بتات وبت التماثل ، من عصر تيليتايب.
في أنظمة التشغيل الأولى ، مثل RT-11 الخاص بـ ديجيتال، كانت خطوط الاتصالات التسلسلية متصلة غالبًا بأدوات المُبرِقة الكاتبة وتم إعطاؤها أسماء الأجهزة التي تبدأ بـ tt . تم اعتماد هذه والأعراف المماثلة من قبل العديد من أنظمة التشغيل الأخرى. تستخدم أنظمة التشغيل يونكس والشبيهة بيونكس البادئة tty ، على سبيل المثال /dev/tty13، أو pty (بالنسبة إلى pseudo-tty)، مثل /dev/ptya0 . في العديد من سياقات الحوسبة ، أصبح "TTY" هو الاسم لأي طرفية نصية ، مثل جهاز وحدة التحكم الخارجية ، أو مستخدم يقوم بالاتصال بالنظام على مودم على جهاز منفذ تسلسلي، أو محطة طرفية حاسوبية رسومية على منفذ تسلسلي للكمبيوتر أو منفذ RS-232 على محول يو إس بي -إلى-RS-232 موصل على منفذ يو إس بي لجهاز الكمبيوتر، أو حتى تطبيق محاكي طرفية في نظام ذو نوافذ باستخدام جهاز طرفية افتراضية.
تم استخدام المُبرِقة الكاتبة أيضًا لتسجيل مطبوعات الخطأ وغيرها من المعلومات في بعض عمليات تبادل هاتف TXE .

## تقادم المُبرِقة الكاتبة
على الرغم من أن طباعة الأخبار والرسائل والنصوص الأخرى عن بعد لا تزال منتشرة عالميا ، إلا أن جهاز المُبرِقة الكاتبة المخصصة المرتبطة بزوج من الأسلاك النحاسية المؤجرة أصبح مهملاً من الناحية الوظيفية وتم استبداله بواسطة الفاكس والكمبيوتر الشخصي وطابعة نفث الحبر والبريد الإلكتروني والإنترنت.
في الثمانينيات ، أصبح راديو الحزمات ‏ هو الشكل الأكثر شيوعًا للاتصالات الرقمية المستخدمة في راديو الهواة. سرعان ما تم تطوير واجهات إلكترونية متعددة الوسائط متقدمة مثل AEA PK-232، والتي يمكن أن ترسل وتستقبل ليس فقط الحزمات ، ولكن مختلف أنواع النمذجة الأخرى بما في ذلك بودو. وقد مكن ذلك الكمبيوتر المنزلي أو الكمبيوتر المحمول من استبدال أجهزة المُبرِقة الكاتبة وتوفير الأموال والتعقيد والمساحة والكم الهائل من الورق الذي تستخدمه الآلات الميكانيكية.
ونتيجة لذلك ، بحلول منتصف التسعينيات ، تضاءل استخدام الهواة لأجهزة المبرقة الكاتبة الفعلية ، على الرغم من أن مجموعة من «الأصوليين» لا تزال تعمل على المعدات التي تم تصنيعها في الأصل في الأربعينيات والخمسينيات والستينيات والسبعينيات.
على الرغم من تقادم أجهزة المُبرِقة الكاتبة بحلول القرن الحادي والعشرين ، لا يزال صوتها المميز يتم تشغيله في خلفية نشرات الأخبار على محطة WINS الإذاعية في مدينة نيويورك ، و KYW في فيلادلفيا ، وهو تقليد يعود إلى منتصف الستينيات.

## روابط خارجية
- تقرير مباشر عن السنوات الأولى لشركة Teletype Corporation
- معرض لصور تيليتايب
- تاريخ تطوير المُبرِقة الكاتبة بواسطة RA Nelson
- «بعض الملاحظات على Teletype Corporation»
- Mass.gov: شرح TTY وأفضل الممارسات الحكومية لاستخدام TTY

### براءات الاختراع
- U.S. Patent 1٬665٬594 «طابعة البرقية» (Type 12 Teletype)، المقدمة في يونيو 1924، تم إصدارها في أبريل 1928
- U.S. Patent 1٬745٬633 «جهاز استقبال البرقية» (نوع 14 Teletype)، قدم ديسمبر 1924، صدر فبراير 1930
- U.S. Patent 1٬904٬164 «نظام إشارات وجهاز لذلك» (النوع 15 Teletype) - قدم في يوليو 1930، تم إصداره في أبريل 1933
- U.S. Patent 3٬507٬997 «مغير تردد المُبرِقة الكاتبة» - قدم في أغسطس 1966، صدر في أبريل 1970